# AEL Limassol
AEL Limassol (altgriechisch Αθλητική Ένωση Λεμεσού) ist ein zyprischer Sportverein aus Limassol. Der Verein wurde 1930 gegründet. Die Fußballmannschaft trägt ihre Heimspiele seit 2022 in der neuen Limassol Arena aus, die 10.300 Zuschauern Platz bietet.
Neben einer sehr erfolgreichen Basketball- und Volleyballabteilung besitzt der Verein auch eine Rad- und eine Bowlingabteilung.

## Geschichte
AEL Limassol ist der Verein aus der zugehörigen Stadt mit den meisten Titeln. Auch landesweit zählt er zu den größten Fußballvereinen.
Im Jahr 1939 gewann der Verein erstmals den zyprischen Pokal, der im Folgejahr prompt verteidigt wurde. 1941 folgte der erste Meistertitel. AEL gewann im Jahr 1948 den Pokal ein drittes Mal und wurde zwischen 1953 und 1956 dreimal zyprischer Meister. Ein fünfter Meistertitel folgte noch im Jahr 1968. Zwischen 1985 und 1989 stand der Verein außerdem viermal im Endspiel des zyprischen Pokals und gewann dieses dreimal.
Mit dem Pokalsieg der Saison 1984/85 nahm der Verein erstmals international teil. Im Europapokal der Pokalsieger 1985/86 unterlag AEL jedoch schon in der ersten Runde dem tschechoslowakischen Pokalsieger FK Dukla Prag. In der Saison 1987/88 war bereits in der Vorrunde Schluss, diesmal hieß der tschechoslowakische Pokalsieger DAC Dunajská Streda. In der Saison 1989/90 unterlag man erneut in der ersten Runde. Diesmal war der Gegner der österreichische Pokalsieger FC Admira/Wacker.
Es wurde daraufhin ruhig rund um den Verein aus Limassol. Er musste in der Saison 1995/96 einmalig den Gang in die Zweitklassigkeit antreten, schaffte aber den direkten Wiederaufstieg. Erst 15 Jahre später konnte er zur Saison 2011/12 erstmals wieder zyprischer Meister werden, nachdem er in der Vorsaison noch um den Klassenerhalt bangte. AEL Limassol nahm daher erstmals an der Qualifikation zur UEFA Champions League teil. Man setzte sich hierbei gegen Linfield FC und FK Partizan Belgrad durch, ehe man in der Play-off-Runde auf den RSC Anderlecht traf. Das Hinspiel in Limassol gewann AEL mit 2:1, jedoch ging das Rückspiel in Brüssel mit 0:2 verloren. Trotzdem spielte AEL erstmals in einer internationalen Gruppenphase, nämlich in jener der UEFA Europa League. Der Verein spielte in Gruppe C gegen Fenerbahçe Istanbul, Borussia Mönchengladbach und Olympique Marseille. Mit einem Sieg, einem Unentschieden und vier Niederlagen schied er jedoch als Letztplatzierter aus.
Die nächste Chance auf eine Teilnahme an der Champions-League-Gruppenphase ergriff AEL Limassol zwei Jahre später. Zuvor wurde man in der Liga Vizemeister, da der punktgleiche Meister APOEL Nikosia die bessere Tordifferenz vorweisen konnte. Der Verein unterlag trotz eines 1:0-Heimsieges im Hinspiel Zenit St. Petersburg mit einer 0:3-Niederlage im Rückspiel. In der Play-off-Runde der Europa-League-Qualifikation setzte es daraufhin zwei Niederlagen gegen Tottenham Hotspur.
Zur Saison 2016/17 belegte AEL Limassol den vierten Platz. Da der Pokalsieger Apollon Limassol unter den Top 3 platziert war, durfte AEL in der Europa-League-Qualifikation spielen. Nach Siegen über St Joseph’s FC und FC Progrès Niederkorn trat man in der dritten Runde gegen den FK Austria Wien an. Das Hinspiel in der Wiener Generali Arena endete überraschend mit 0:0. Die Zyprer nutzten im Rückspiel ihren Heimvorteil jedoch nicht aus und kassierten – unter anderem wegen eines Platzverweises – eine 1:2-Niederlage. Zwei Jahre später gewann der Verein seinen siebten Pokaltitel. Er scheiterte jedoch bereits im ersten Qualifikationsspiel zur UEFA Europa League 2019/20 am griechischen Vertreter Aris Thessaloniki.
In der Saison 2021/22 nahm AEL Limassol zum bisher letzten Mal an den Qualifikationsspielen eines Europapokals teil. Nachdem man in der Liga den dritten Platz belegt hatte, spielte man um die Qualifikation zur neu gegründeten UEFA Europa Conference League. Der Verein stieg in Runde 2 ein, wo er den KS Vllaznia Shkodra in beiden Spielen jeweils mit 1:0 schlug. In der dritten Runde traf man auf Qarabağ Ağdam, gegen das es zum Hinspiel ein 1:1 gab. Das Rückspiel im aserbaidschanischen Baku ging jedoch mit 0:1 verloren.
Am Europapokal nahm die Mannschaft bisher fünfmal teil, schied dabei aber jedes Mal in der ersten Runde aus. 1996 musste AEL zum ersten Mal in der Vereinsgeschichte in die 2. Liga absteigen, schaffte aber den sofortigen Wiederaufstieg.

## Aktueller Kader 2024/25
- Stand: 23. Januar 2025[1]

| Nr. |                 | Position | Name                  |
| --- | --------------- | -------- | --------------------- |
| 1   | Brasilien       | TW       | Victor Braga          |
| 2   | Zypern Republik | AB       | Christoforos Frantzis |
| 4   | Brasilien       | AB       | Facundo Constantini   |
| 5   | Burkina Faso    | AB       | Dylan Ouedraogo       |
| 6   | Kroatien        | AB       | Marko Stolnik         |
| 7   | Deutschland     | MF       | Denis Thomalla        |
| 8   | Zypern Republik | MF       | Vasilios Papafotis    |
| 10  | Nordmazedonien  | ST       | Ivan Tričkovski       |
| 11  | Zypern Republik | ST       | Panagiotis Zachariou  |
| 14  | Zypern Republik | ST       | Simonas Christofi     |
| 15  | Israel          | MF       | Aviv Avraham          |
| 16  | Zypern Republik | ST       | Stelios Panagiotou    |
| 17  | Sudafrika       | ST       | Luther Sing           |
| 21  | Ghana           | MF       | Emmanuel Toku         |
| 22  | Russland        | ST       | Daniil Lessowoi       |
| 24  | Ruanda          | AB       | Emmanuel Imanishimwe  |

| Nr. |                 | Position | Name                        |
| --- | --------------- | -------- | --------------------------- |
| 25  | Zypern Republik | MF       | Andreas Panagiotou Filiotis |
| 33  | Zypern Republik | ST       | Andreas Makris              |
| 34  | Ungarn          | AB       | Ákos Kecskés                |
| 37  | Zypern Republik | AB       | Andreas Ioannou             |
| 42  | Zypern Republik | AB       | Kypros Neofytou             |
| 66  | Zypern Republik | MF       | Rafail Mamas                |
| 71  | Zypern Republik | MF       | Giannis Gerolemou           |
| 74  | Zypern Republik | ST       | Savvas Christodoulou        |
| 76  | Zypern Republik | AB       | Kyriakos Kyriakou           |
| 77  | Zypern Republik | ST       | Themistoklis Themistokleous |
| 90  | Zypern Republik | MF       | Panagiotis Panagi           |
| 93  | Zypern Republik | TW       | Andreas Panagi              |
| 98  | Zypern Republik | TW       | Panagiotis Kyriakou         |
| 99  | Israel          | TW       | Yigal Becker                |
|     | Guinea-Bissau   | ST       | Zé Turbo                    |
|     | Sudafrika       | AB       | Marko Veselinovic           |

## Erfolge
- Zyprischer Meister (6): 1941, 1953, 1955, 1956, 1968, 2012
- Zyprischer Pokalsieger (7): 1939, 1940, 1948, 1985, 1987, 1989, 2019
- Zyprischer Supercupsieger (4): 1953, 1968, 1985, 2015

## Bekannte Spieler
- Mutiu Adepoju
- Uwe Bialon
- Thomas Epp
- Markus Hiden
- Radosław Kałużny
- Predrag Ocokoljić
- Jens Paeslack
- Corneliu Papură
- Josef Pešice
- Simon Sešlar
- Tibor Selymes
- Marko Simeunovič
- Tiquinho
- Attila Tököli
- Durali Kara
- Liridon Dibrani
- Nils Teixeira

## Bekannte Trainer
- Dušan Uhrin (1988–1989)
- František Cipro (1990–1992)
- Anatoli Byschowez (1992–1993)
- Diethelm Ferner (1995–1996)
- Ota Hemele (199?–199?)
- Henk Houwaart (2003–2004)
- Oleh Protassow (2004–2005)
- Bojan Prašnikar (2005–2006)
- Mihai Stoichiță (2009)
- Dušan Uhrin junior (2010)
- Raymond Atteveld (2011)
- Toni Koskela (2023–2024)